# Kanton Vallon
Der Kanton Vallon ist ein französischer Wahlkreis im Département Aveyron in der Region Okzitanien. Er umfasst zehn Gemeinden im Arrondissement Rodez. Bei der landesweiten Neuordnung der französischen Kantone wurde er 2015 neu geschaffen.

## Gemeinden
Der Kanton besteht aus zehn Gemeinden mit insgesamt 12.959 Einwohnern (Stand: 1. Januar 2022) auf einer Gesamtfläche von 299,40 km²:
| Gemeinde                | Einwohner 1. Januar 2022 | Fläche km² | Dichte Einw./km² | Code INSEE | Postleitzahl |
| ----------------------- | ------------------------ | ---------- | ---------------- | ---------- | ------------ |
| Clairvaux-d’Aveyron     | 1.154                    | 25,14      | 46               | 12066      | 12330        |
| Druelle Balsac          | 3.179                    | 51,25      | 62               | 12090      | 12000, 12510 |
| Marcillac-Vallon        | 1.714                    | 14,59      | 117              | 12138      | 12330        |
| Mouret                  | 558                      | 31,61      | 18               | 12161      | 12330        |
| Muret-le-Château        | 365                      | 14,98      | 24               | 12165      | 12330        |
| Nauviale                | 591                      | 26,19      | 23               | 12171      | 12330        |
| Pruines                 | 287                      | 18,88      | 15               | 12193      | 12320        |
| Saint-Christophe-Vallon | 1.181                    | 23,22      | 51               | 12215      | 12330        |
| Salles-la-Source        | 2.313                    | 78,03      | 30               | 12254      | 12330        |
| Valady                  | 1.617                    | 15,51      | 104              | 12288      | 12330        |
| Kanton Vallon           | 12.959                   | 299,40     | 43               | 1221       | –            |

## Veränderungen im Gemeindebestand seit der landesweiten Neuordnung der Kantone
2017: Fusion Druelle und Balsac → Druelle Balsac

## Politik
| Vertreter im Departementrat | Vertreter im Departementrat        | Vertreter im Departementrat |
| Amtszeit                    | Namen                              | Partei                      |
| --------------------------- | ---------------------------------- | --------------------------- |
| 2015–                       | Anne Gaben-Toutant Stéphane Mazars | UG                          |